# Āyatana
Āyatana ( Pāli ; Sânscrito : आयतन) é um termo budista que foi traduzido como "base dos sentidos", "mídia dos sentidos" ou "esfera dos sentidos".  No budismo, existem seis bases dos sentidos internos (Pali: ajjhattikāni āyatanāni; também conhecido como "órgãos", "portões", "portas", "poderes" ou "raízes"  ) e seis bases sensoriais externas (bāhirāni āyatanāni ou "objetos sensoriais"; também conhecido como vishaya ou "reinos"  ).
| senso órgão                                                          | senso objeto    | senso consciência     | sensorial matéria | elemento no excesso   |
| -------------------------------------------------------------------- | --------------- | --------------------- | --- | --------------------- |
| olho                                                                 | objetos visuais | consciência visual    | "... os três pequenos discos carnudos ao redor da pupila, e o branco e preto do globo ocular que está em cinco camadas de carne, sangue, vento, catarro e soro, tem metade do tamanho de uma semente de papoula, é como a cabeça de um louseling . . . . " | terra                 |
| orelha                                                               | ondas sonoras   | consciência auditiva  | “... no interior das duas orelhas, é franjado por cabelos castanhos, é dependente da membrana, é como o caule de um feijão verde-azulado. . . . " | Sons                  |
| nariz                                                                | odores          | consciência olfativa  | "... no interior do nariz, onde os três se encontram, depende de uma pequena abertura, é como uma Koviḷāra (forma de flor). . . . " | ar                    |
| língua                                                               | sabores         | consciência gustativa | "... do tamanho de dois dedos, tem a forma de um lótus azul e está localizado na carne da língua. . . . " | agua                  |
| corpo                                                                | tangíveis       | consciência tátil     | "... em todo o corpo, exceto os cabelos do corpo e da cabeça, unhas, dentes e outras partes insensíveis. . . . " | Calor (ou falta dele) |
| Tabela 1 — A caracterização do Vimuttimagga dos órgãos dos sentidos. |                 |                       | |                       |